# Biflustra bartschi
Biflustra bartschi is een mosdiertjessoort uit de familie van de Membraniporidae. De wetenschappelijke naam van de soort is, als Membranipora bartschi, voor het eerst geldig gepubliceerd in 1929 door Ferdinand Canu en Ray Smith Bassler.